# Daum
Daum (Coreano: 다음;) é um popular portal da Coreia do Sul.